# Robin James Wilson
Robin James Wilson (Londra, 5 dicembre 1943) è un matematico, storico della matematica e autore britannico.

## Biografia
Wilson è il figlio dell'ex primo ministro britannico Harold Wilson (1916–1995) e di sua moglie, la poetessa Mary Wilson, nata Baldwin (1916-2018). Ha studiato matematica a Oxford e all'Università della Pennsylvania, dove ha conseguito il dottorato di ricerca in teoria dei numeri con Nesmith Ankeny nel 1968 (An extension of the large sieve to algebraic number fields). È stato professore alla Open University (ora in pensione) e professore di geometria al Gresham College, Università di Londra.
È autore di diversi libri sulla matematica in senso lato (ad esempio la storia della matematica nei francobolli, Sudoku, Lewis Carroll come matematico, musica e matematica, Isaac Newton, August Ferdinand Möbius, sulla storia della teoria dei grafi e della combinatoria, e in particolare sulla storia del teorema dei quattro colori). Nel suo lavoro scientifico come matematico, ha pubblicato tra le altre cose la colorazione dei grafici e la teoria dei matroidi. Ha anche scritto un libro sulle opere di Gilbert e Sullivan e un libro di matematica e dei matematici sulle spese postali e ha avuto una colonna su questo argomento nel Mathematical Intelligencer. Nel 2005 è stato insignito del George Pólya Award.
Dal 1999 al 2003 è stato editore della newsletter della European Mathematical Society.

### Vita personale
Wilson è sposato e ha due figlie gemelle Catherine Lidbetter e Jenifer Reynolds che ora hanno entrambi tre figli gemelli.

## Opere
- Hidden Word Sudoku, Infinite Ideas Limited 2005: ISBN 1-904902-74-X
- How to Solve Sudoku, Infinite Ideas Limited 2005: ISBN 1-904902-62-6
- Editore con Marlow Anderson e Victor Katz: Sherlock Holmes in Babylon and Other Tales of Mathematical History, Mathematical Association of America, 2004, ISBN 0-88385-546-1
- Four Colours Suffice: How the Map Problem Was Solved, Allen Lane (Penguin), 2002, ISBN 0-7139-9670-6
- Stamping through Mathematics, Springer, 2001, ISBN 0-387-98949-8
- con Joan Aldous: Graphs and Applications: An Introductory Approach, Springer, 2000: ISBN 1-85233-259-X
- con Ronald C. Read: An Atlas of Graphs, Oxford: Clarendon Press, 1998, ISBN 0-19-853289-X
- con Norman L. Biggs, Keith Lloyd: Graph Theory 1736-1936, Oxford: Clarendon Press, 1976: ISBN 0-19-853901-0
- con John Fauvel, Raymond Flood Music and mathematics- from Pythagoras to Fractals, Oxford University Press 2006, ISBN 0-19-929893-9
- con Jeremy Gray (Herausgeber): Mathematical Conversations: Selections from the Mathematical Intelligencer, Springer, 2000, ISBN 0-387-98686-3
- con John Fauvel, Raymond Flood: Oxford Figures: 800 Years of Mathematical Sciences. History of Mathematics at Oxford, Oxford University Press, 1999, ISBN 0-19-852309-2
- Editore con Flood, Fauvel, Michael Shortland: Newton´s Werk - die Begründung der modernen Naturwissenschaften, Birkhäuser 1993 (Originale inglese: Let Newton be!, Oxford University Press 1988)
- con Flood, Wilson: Möbius und sein Band - der Aufstieg von Mathematik und Astronomie in Deutschland, Birkhäuser 1994 (Originale inglese: Möbius and his band - Mathematics and Astronomy in 19. century germany, Oxford University Press 1993)
- Lewis Carroll in Numberland: His Fantastical Mathematical Logical Life, Allen Lane 2008